# Зуска Медвеђова
Зуска Медвеђова (слч. Zuzka Medveďová; Бачки Петровац, 5. октобар 1897 — Пезинок, 1. фебруар 1985) је била прва жена академска сликарка код војвођанских Словака.

## Младост
Зуска Медвеђова је рођена у Бачком Петровцу у сељачкој породици. Њен отац је био Јан Медвеђа (1858—1945), мајка Марија Медвеђова (1859—1939) и имала је две сестре, Катарину Зорању и Марију Спевак и брата Јана који је живео у Прагу. То што је одрасла у сељачкој породици ће значајно утицати на њено стваралаштво, а свој ликовни талент је показивала још у основној школи. Њен учитељ Јулијус Кубањ је приметио њен таленат и наговорио је њене родитеље да је пошаљу на студије, али они нису били у могућности да то ураде. Први пут је своја дела изложила јавно током Народног збора и Словачких народних свечаности у Петровцу 28. августа 1919. године где су уз дела познатог академског сликара Карола Милослава Лехотског биле изложене слике два аматерска сликара, Ивана Групника и Андреја Лабата, биле изложене слике и скулптуре "самоуке сељачке девојке" - Медвеђове.
Због успеха на изложби Петровцу су кренуле да круже гласине о њеном несвакидашњем уметничком таленту. Због успеха на изложби је 1920. године имала прилику да своја дела изложи ван Петровца и то када је приређена Радишина изложба уметности у Загребу. На овој изложби су осим везаних мушких кошуља и других ручних радова било изложено неколико слика Медвеђове (Словачка соба, портрети С. Х. Вајанског и Др Милоша Крна). О њеним делима на изложби је писао и часопис Чехословачки лист (слч. Československé listy) који је уз похвале најавио да млада сликарка иде на уметничке студије у Праг. У праг је стигла у фебруару 1921. године изван рокова за пријавне испите на академији и зато је похађала приватну школу код професора Фердинанда Енгелмилера. Школу је морала да напусти из финансијских разлога и преселила се у Берлин где је покушала да настави студије, али се морала вратити кући зато што није довољно добро знала немачки језик. У Бачком Петровцу је приредила своју прву самосталну изложбу. Изложба је била 2. и 3. септембра 1922. године у згради гимназије у Широкој улици где се данас налази галерија која носи њено име - Галерија Зуске Медвеђове. На изложби је приказано 95 дела, од тога 40 су била уље на платну, а као њена највреднија дела су проглашена Словачка соба и Жетва.

## Сликарска каријера
Након приватног школовања у Прагу и неуспелог покушаја у Берлину, Медвеђова уписује студије на Уметничко-индустријској школи у Загребу. Међутим, захваљујући њеном учитељу Јулијусу Кубањију је успела 1923. године да се врати у Праг где се уписала на Академију ликовних уметности. У прагу је студирала код Макса Швабинског и провесора Јакуба Обровског и студије је завршила 1929. године. Током студија Зуска је наставила да приређује изложбе у свом завичају. После прве године студија, 1924. године је учествовала на великој извложби на Словачким свечаностима која је испунила три учионице радовима, а од тога су у једној биле изложене само њене слике и штампане слике из Штампарије а.д. из Петровца. Осим изложбе, Медвеђова је припремила и омот за Словачки привредни календар.
Њеба сликарска каријера наставља да цвета током 1920-их. После завршених студија се враћа у Бачки Петровац где ће боравити дуги низ година. Овде приређује бројне изложбе - изложбу у основној школи у Кисачу 31. маја 1931. године на прослави 10. годишњице Друштва чехословачких жена у Југославији. Исте године у оквиру Словачких народних свечаности у Петровцу је имала изложбу на којој је приказано 120 слика које је урадила. Једна од њених најзначајнијих самосталних изложби је била у Тренчину 1934. године у великој сали хотела Татра где је изложила 40 тематски различитих радова: фигуралних композиција, портрета и мртве природе. Осим сликарства, током боравка у Петровцу се бавила и илустровањем књига и часописа.

## Стил и тематика
Сликарско дело Зуске Медвеђове следи идејно-естетичку традицију словачког сликарства народног жанра и примењене мотиве из свакодневног живота војвођанских Словака. а Медвеђова је у главном сликала фигуралне композиције, портрете и мртву природу. У њеним фигурланим композицијама доминирају народни призори. Традиоционални фоклорни облик етнографског сликарства је почела да негује још дој је била самоук (Орачица, Словачка соба и друге слике које садрже елементе наивног ликовног израза су примери овога) и наставила је током студија и касније све до краја ђивота. Слике које припадају овој групи су Свадба, Недеља, Ручак на њиви, Орач, као и бројне слике са мотивима жетве. Композиција њених слика је статична и она групише фигуре по по закону симетрије. Најбројнија дела њеног ликовног стваралаштва су портрети. Сликала је портрете зналајних личности, писаца и културних последника, али и својих рођака, пријатеља и познаника. Током живота је насликала читаву галерију словачких јавних и културних посленика - Вансову, Тимраву, Шкултетија, Хвиездослава, Чајаке, Квачалу, Кубанија, ВХВ и скор све значајније људе из позоришта у Петровцу. Ликови на портретима се смеше, а понекад се јавља и весео поглед. Главна карактеристика њених портрета је традиционални, емпиријски, предметно-документарни приступ. Медвеђова је радо сликала и мртву природу, поготово цвеће. Оно што је доминирало као мотив у њеним сликама пејзажа су летњи призори и равничарска поља прекривена пшеницом. Осим оваквих слика, радила је и слике плодних поља са вијугавим пољским путевима, али увек је доминирала равница. Током студија у Прагу, Медвеђова је насликала велики број студијских актова на којима је вежбала употребу светлости и сенке и доста њих је сачувала.

## Касни живот и смрт
За време Другог светског рата одселила се у Словачку, у Братиславу, и ту је остала све до смрти, али се често враћала у Бачки Петровац. Поводом њеног седамдесетог рођендана је 1967. године у Петровцу приређена изложба њених слика под називом Избор из стваралаштва. Поводом њеног 75. рођендана је 1972. године у петровачком Народном музеју приређена ретроспективна изложба, а поводом њеног 80. рођендана редакција Телевизије Нови Сад снима филм о њој. Скупштина општине Бачки Петровац јој 1982. године додељује Октобарску награду. Медвеђова је тада имала 85 година и планирала је да се трајно врати у Бачки Петровац, али намеру никада нија остварила. Здравствено стање јој се погоршало и више никада није дошла у Петровац. Преминула је у Братислави 1. фебруара 1985. године, а урна са њеним пепелом је положена у гроб њених родитеља и сестара на петровачком гробљу 3. марта 1985. године. Своја многобројна дела је завештала својим суграђанима у Бачком Петровцу, где је 1. јула 1989. године основана Галерија Зуске Медвеђове.

## Галерија
- Недељом
- Девојка из Петровца у ношњи
- Јорговани II
- Словачка свадба у Петровцу
- Жетач са помоћницом